# Dale Earnhardt Jr.
Statistiques en NASCAR Cup Series
Dernière mise à jour : 4 mars 2017 
Dale Earnhardt Jr. est un pilote automobile américain né le 10 octobre 1974 à Kannapolis, Caroline du Nord. Évoluant en NASCAR depuis 1996, il est actuellement considéré comme le pilote le plus populaire aux États-Unis.

## Carrière
Dale Earnhardt Jr est le fils de Dale Earnhardt, 7 fois champion en Winston Cup. Il devient pilote de course très jeune dans diverses catégories de stock-car et débute en Nascar en 1996 à Myrtle Beach dans la seconde division, les Busch Series, au volant de la Chevrolet numéro 31. En 1997, il dispute la grande majorité des courses Busch et il remporte le championnat en 1998 et 1999. Dale dispute également 5 courses dans la première division, la Nextel Cup, en 1999 au volant de la voiture numéro 8 commanditée par Budweiser. En 2000, il décroche sa première victoire en Nextel Cup au Texas Motor Speedway et remporte la Winston (course de prestige hors-championnat à Charlotte), tout en disputant également le championnat IROC.
En 2001, il remporte le Pepsi 400 à Daytona, une victoire teintée d'émotion puisque son père est mort sur cette piste quelques mois plus tôt. 2004 est sa meilleure saison en compétition, Dale remportant 5 épreuves en Nextel Cup dont les prestigieux Daytona 500.

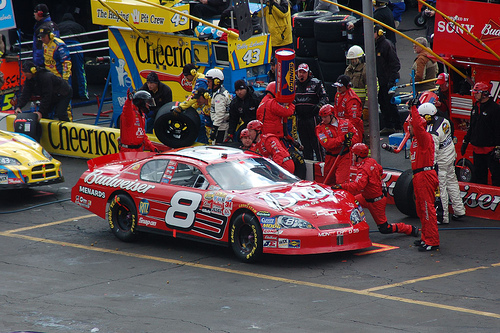
Dale Earnhardt Jr lors d'un ravitaillement au cours de la manche de Bristol, en mars 2006.

Courant 2007, il défraye la chronique en annonçant son départ de la Dale Earnhardt Incorporated, l'écurie fondée par son père et désormais propriété de sa belle-mère, pour rejoindre l'écurie Hendrick Motorsports à compter de la saison 2008. Ce faisant, il troque son fameux numéro 8 et sa décoration rouge aux couleurs de Budweiser contre le numéro 88 et une voiture à dominante verte commanditée par National Guard et Amp energy.
Le 17 juin 2012, il remporte sa 19e victoire en s'imposant pour la première fois depuis 4 ans, après 143 courses de disette. Sa victoire précédente remontait à 2008, lors de la manche se déroulant au Lifelock 400 (Michigan).
Le 23 février 2014, il remporte une nouvelle fois le Daytona 500. Le 8 juin suivant, il gagne pour la première fois la course du Pocono 400 au Pocono Raceway et le 3 août 2014, il réalise le sweep en gagnant la deuxième course sur le même circuit (c'est le premier depuis celui réalisé sur l'ovale de Talladega en 2002).
Le 25 avril 2017, il annonce sa décision de mettre fin à sa carrière de pilote NASCAR à la fin de la saison.

## Activités extra sportives
Dale Earnhardt Jr. incarne son propre personnage dans le film Cars (2006). Il apparait dans plusieurs clips : celui de Jay-Z, "Show Me What You Got", en compagnie de Danica Patrick ; le clip de 3 Doors Down, "The Road I'm On", en compagnie de Tony Stewart et ceux de Sheryl Crow, "Steve McQueen", et de Nickelback, "Rock Star".

## Référence
1. ↑  (en) NASCAR Cup Series Results (wins) (racing-reference.info)
2. ↑  (en) Jodie Valade, « Dale Earnhardt Jr. to Retire From Racing », The New York Times,‎ 25 avril 2017 (ISSN 0362-4331, lire en ligne, consulté le 26 avril 2017)